# Carlo Alberto Chiesa

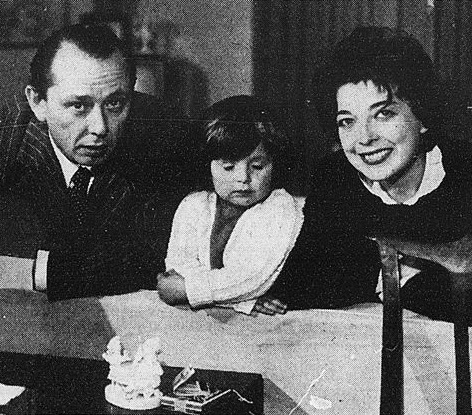
Carlo Alberto Chiesa mit Isa Barzizza und Tochter Carlotta (1960).

Carlo Alberto Chiesa (* 1920 in Turin; † 3. Juni 1960 in Rom) war ein italienischer Regisseur, Filmeditor und Drehbuchautor.

## Leben
Chiesa war ein erster Linie Werbefilm- und Wochenschau-Regisseur; gelegentlich arbeitete er für den Spielfilm, so zwei Mal als Drehbuchautor und ebenso oft als Editor. 1945 montierte er zusammen mit Mario Serandrei das Dokudrama Tage des Ruhms (Giorni di Gloria) von Luchino Visconti.
1951 führte er fürs Kino Regie beim mittelmäßigen I due sergenti; 1960 inszenierte er den Fernsehfilm Giovani d’oggi.
Chiesa, der mit der Schauspielerin Isa Barzizza verheiratet war, starb bei einem Verkehrsunfall. Ein Preis der E.I.P Scuola Strumento di Pace für Ethik in der journalistischen Berichterstattung ist nach Chiesa benannt.

## Filmografie (Auswahl)

### Als Regisseur
- 1951: I due sergenti
- 1960: Giovani d’oggi

### Als Drehbuchautor
- 1950: Canzoni per le strade
- 1951: I due sergenti – Regie: Mario Landi
- 1959: Musketiere des Teufels (I cavalieri del diavolo) – Regie: Siro Marcellini

### Als Filmeditor
- 1945: Tage des Ruhms / Glorreiche Tage (Giorni di Gloria) – Dokudrama, Regie: Luchino Visconti
- 1946: Ogni giorno è domenica – Regie: Mario Baffico